# المرقاب (کویت)
المرقاب (به عربی: المرقاب) یک منطقهٔ مسکونی در کویت است که در کویت واقع شده‌است. به این دلیل به آن مرقاب می‌گویند که نسبت به زمین‌های اطراف در ارتفاع بالاتری قرار گرفته است و در گذشته از این منطقه برای نگهبانی و حفاظت از مناطق نزدیک استفاده می‌کردند.

## خصوصیات
المرقاب ۹٬۸۴۸ نفر جمعیت دارد.